# Frederik Van Lierde
Frederik Van Lierde, född 25 maj 1979 i Menen, är en belgisk triathlet som 2013 vann Ironman World Championships på Hawaii med tiden 8:12:29.